# 유럽 통합

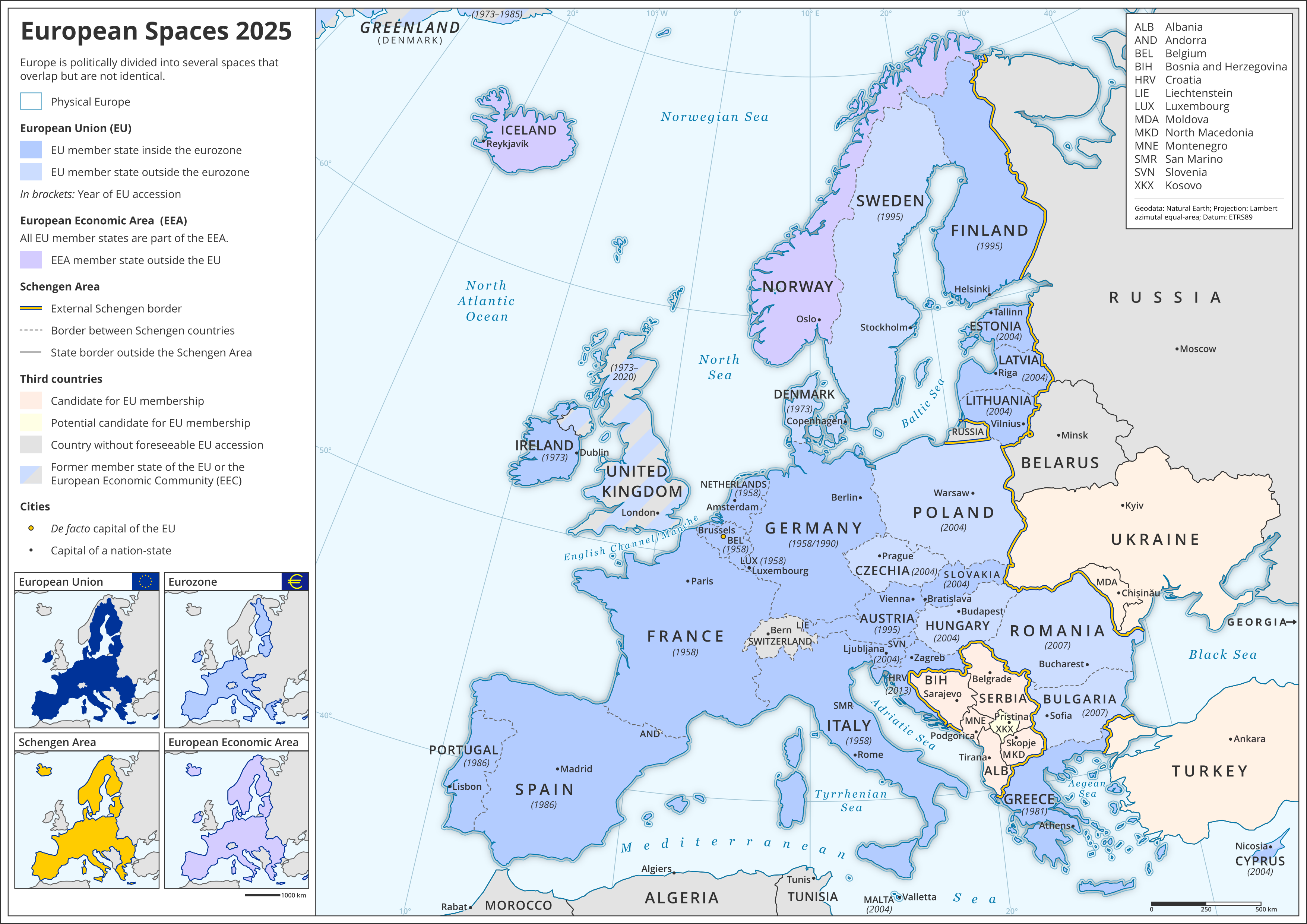

유럽 통합(European integration)은 유럽과 그 주변국들이 정치, 경제, 사회, 문화적으로 두터운 블록을 형성해 가는 과정을 뜻한다. 이러한 유럽 통합의 가장 중심 역할을 하는 곳은 유럽 연합이다. 유럽연합은 정치, 경제, 사회, 그리고 문화적 차원에서 통합을 점진적으로 이끌어왔으며 여기서 가장 두드러지게 나타나는 결과는 단언 정치적 통합과 경제적 통합에서 유럽 통합이다.
유럽 통합을 지지하는 사람들 중 일부는 이러한 통합은 궁극적으로 유럽이 미국처럼 유럽 합중국, 즉 연방 정부의 형태가 됨으로써 완성될 것이라 주장하나 유럽 통합의 정치적 완성에 대한 의견은 여전히 다양하게 다른 주장을 갖고 있다. 또한 유럽 통합이라는 과정에 있어서도 사람들의 의견은 서로 다르다. 일부는 유럽 통합이 유럽 국가들이 국제 사회에서 더 강력한 힘을 행사하기 위해 반드시 수행해야 할 과업이라고 여기는 반면, 이를 반대하는 일부는 국가 주권과 문화에 악영향을 미칠 것이라고 주장한다. 특히 유럽 지역이 2000년대의 유로존 위기, 2010년대의 난민 대거 유입, 그리고 2020년대의 코로나 사태 및 러시아-우크라이나 전쟁 등 많은 도전을 받고 있는 가운데, 유럽 통합에 대한 회의적인 시각 또한 증가하고 있다.

## 같이 보기
- 유럽 부흥 계획
- 유럽 석탄 철강 공동체
- 유럽 연합의 확대
- 유럽주의
- 범유럽 정체성
- 공동 외무 국방 정책
- 유로회의론
- 상호정부주도주의
- 신기능주의
- 초민족주의